# لثتيك (محرك لعبة)
ليثتك (بالإنجليزية: LithTech)‏، هو محرك ألعاب فيديو، تم تطويره بواسطة شركة مونولث برودكشنز عام 1998، أشهر الألعاب التي إستخدمته، هي لعبة ميدل-إيرث: شادو أوف موردور، وفير.